# Mala Ludina
Mala Ludina est un village de la municipalité de Velika Ludina (comitat de Sisak-Moslavina) en Croatie. Au recensement de 2011, le village comptait 159 habitants.